# Chanteloup, Eure
 Chanteloup  là một xã thuộc tỉnh Eure trong vùng Normandie miền bắc nước Pháp.